# Andrena grozdanici
Andrena grozdanici är en biart som beskrevs av Osytshnjuk 1975. Andrena grozdanici ingår i släktet sandbin, och familjen grävbin. Inga underarter finns listade i Catalogue of Life.